# Aki (couraçado)
O Aki (安芸) foi um navio couraçado pré-dreadnought operado pela Marinha Imperial Japonesa e a segunda embarcação da Classe Satsuma, depois do Satsuma. Sua construção começou em março de 1906 no Arsenal Naval de Kure e foi lançado ao mar em abril do ano seguinte, sendo comissionado na frota japonesa em março de 1911. Era armado com uma bateria principal de quatro canhões de 305 milímetros e doze canhões de 254 milímetros, tinha um deslocamento de mais de 22 mil toneladas e conseguia alcançar uma velocidade máxima de vinte nós.
O Aki teve uma carreira tranquila e sem incidentes. Ele foi o primeiro couraçado japonês equipado com turbinas a vapor no lugar de motores de tripla-expansão, decisão esta que adiou em meses sua entrada em serviço. Ele não participou de combates na Primeira Guerra Mundial e passou a duração inteira do conflito como parte da 1ª Esquadra de Couraçados. A embarcação foi desarmada em 1922 para cumprir os termos do Tratado Naval de Washington e removida do registro naval em 1923, sendo afundado em setembro do ano seguinte como alvo de tiro.